# El Gráfico
El Gráfico is een klassiek Argentijns sporttijdschrift. De eerste editie verscheen in mei 1919 toen het nog een wekelijkse krant was. In 1925 werd het een exclusief sporttijdschrift. Sinds 2002 verschijnt het blad maandelijks. El Gráfico is een van de meest gelezen sporttijdschriften in Argentinië, maar ook in de rest van Latijns-Amerika wordt het veelvuldig gelezen. Het blad kreeg de bijnaam La Biblia del deporte ("De sportbijbel").

## Geschiedenis
De Uruguayaan Constancio Vigil stichtte in 1918 het tijdschrift Atlántida, dat goed liep. Door een zeer bloedig neergeslagen arbeidersopstand in Buenos Aires in januari 1919 stopten echter alle activiteiten. Vigil moest hierdoor zijn eigen drukmachine kopen. Hij begon met El Gráfico en later dat jaar met Billiken (een tijdschrift voor kinderen) en in 1922 Para Ti (tijdschrift voor vrouwen).
Ten tijde van het WK 1986, dat Argentinië won, werden 690.998 nummers van het blad verkocht, wat een record was. Acht jaar eerder gingen al eens 595.924 exemplaren over de toonbank. Diego Maradona stond het vaakst op de omslag, 134 keer, gevolgd door Daniel Passarella (58) en Norberto Alonso (54).
Het hoofdonderwerp van het tijdschrift is voetbal, maar daarnaast wordt er ook bericht over atletiek, rugby, tennis, basketbal, motorsport en veldhockey.

## Galerij

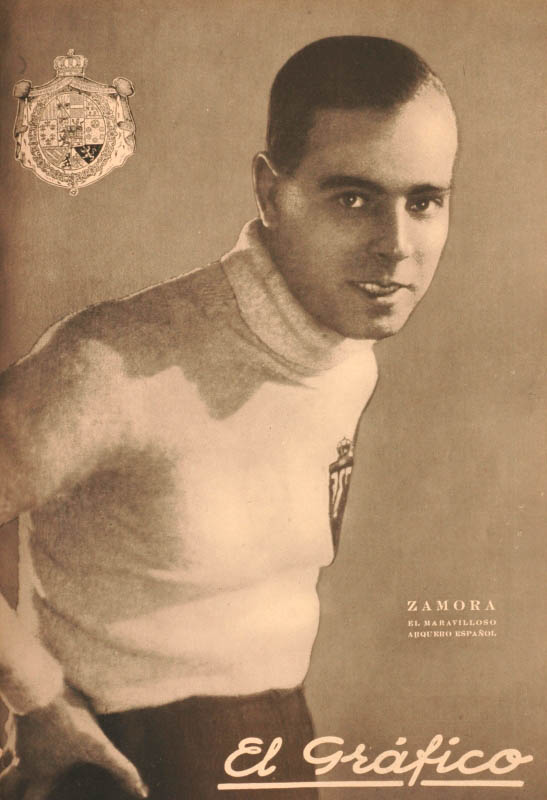
Ricardo Zamora
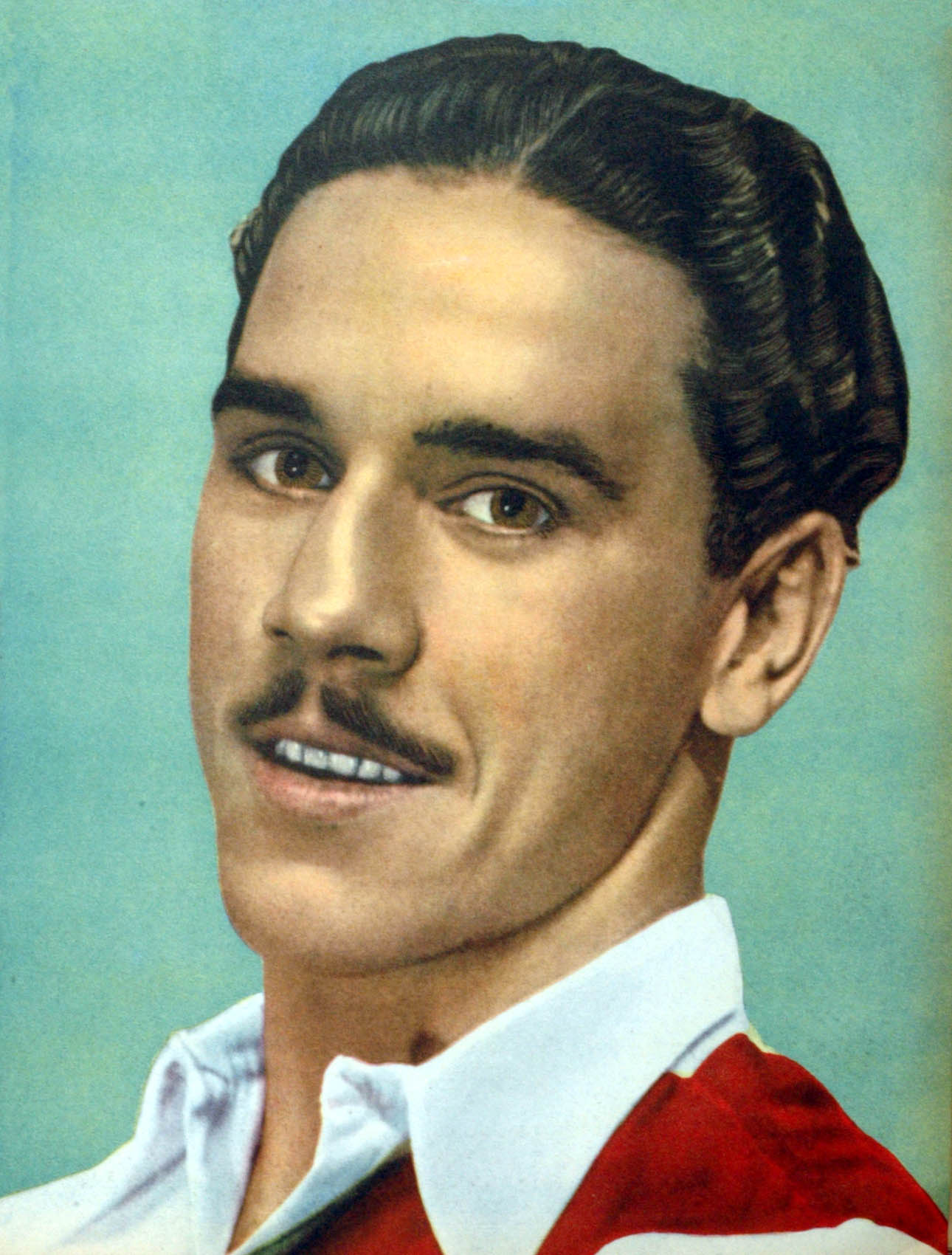
José M. Moreno
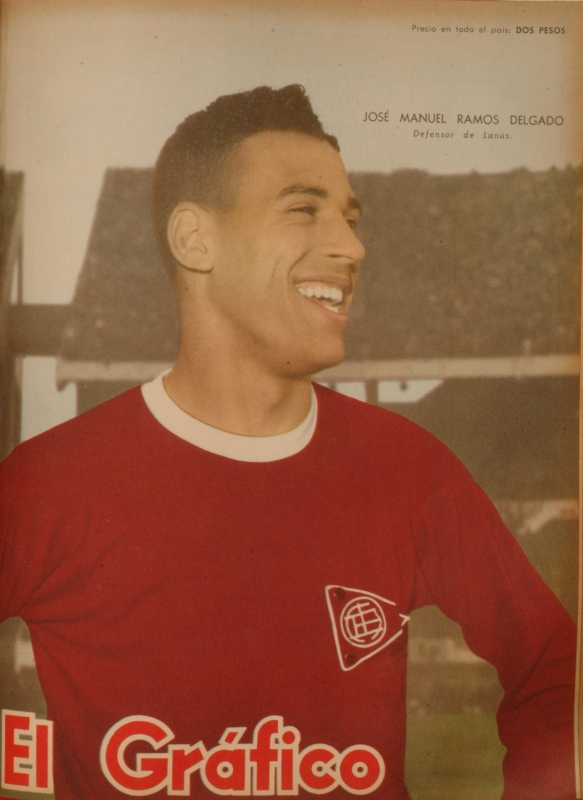
José Ramos Delgado
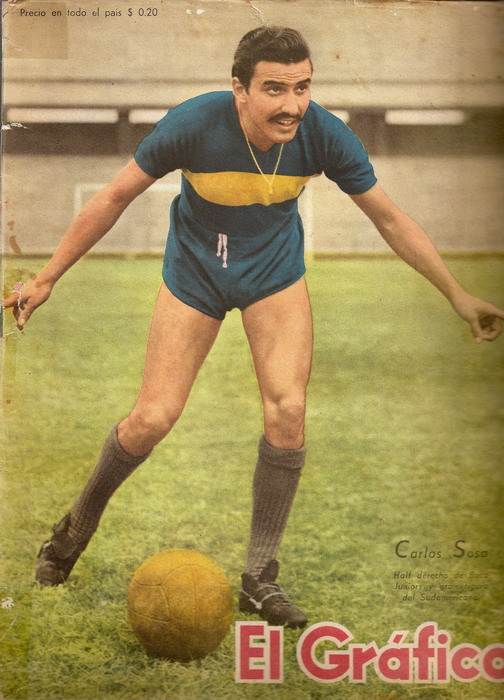
Carlos Sosa
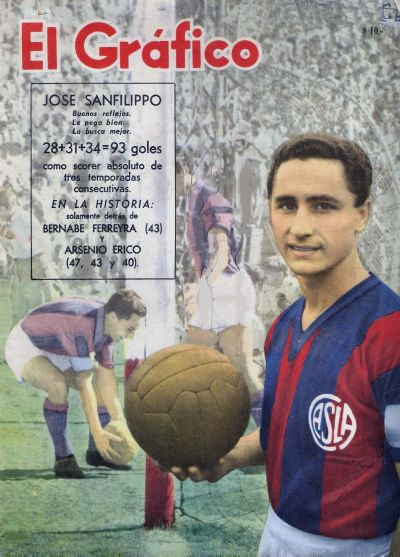
José Sanfilippo
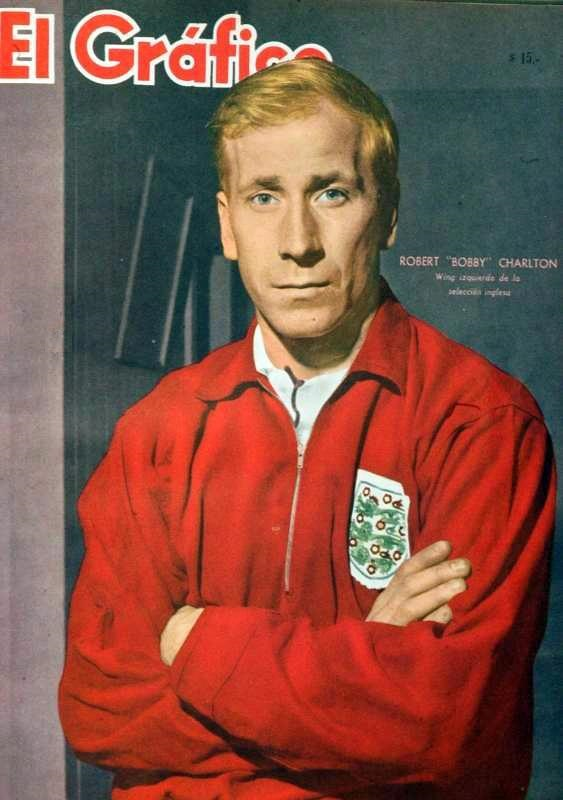
Bobby Charlton